# Mariana Duque Mariño
Mariana Duque Mariño (Bogotá, 12 de agosto de 1989) é uma ex-tenista colombiana. Foi vice-campeã do torneio de Roland Garros juvenil de 2006 e vice-campeã nos Jogos Pan-Americanos de 2007 perdendo a final para a venezuelana Milagros Sequera por 2-1. Também foi vice-campeã dos Jogos Pan-Americanos nas duplas.
Anunciou aposentadoria em 2019. Jogou pela última vez em setembro do ano anterior, pelo ITF de Montreux. Planejava fazer a despedida em casa, no WTA de Bogotá, em abril de 2019, mas acabou não participando do evento.

## Finais no circuito WTA

### Simples: 1 (1 título)
| Legenda                             |
| ----------------------------------- |
| Grand Slam (0–0)                    |
| WTA Tour (0–0)                      |
| Premier Mandatory & Premier 5 (0–0) |
| Premier (0–0)                       |
| International (1–0)                 |

| Finais por Piso |
| --------------- |
| Duro (0–0)      |
| Saibro (1–0)    |
| Grama (0–0)     |
| Carpete (0–0)   |

| Posição | N. | Data              | Torneio                                         | Piso   | Oponente         | Placar   |
| ------- | -- | ----------------- | ----------------------------------------------- | ------ | ---------------- | -------- |
| Campeã  | 1. | 21 Fevereiro 2010 | Copa Sony Ericsson Colsanitas, Bogotá, Colômbia | Saibro | Angelique Kerber | 6–4, 6–3 |

### Duplas: 2 (1 título, 1 vice)
| Legenda                             |
| ----------------------------------- |
| Grand Slam (0–0)                    |
| WTA Tour (0–0)                      |
| Premier Mandatory & Premier 5 (0–0) |
| Premier (0–0)                       |
| International (1–1)                 |
| 125s tournaments (1–0)              |

| Finais por Piso |
| --------------- |
| Duro (0–0)      |
| Saibro (1–0)    |
| Grama (0–0)     |
| Carpete (0–0)   |

| Posição | N. | Data          | Torneio                                   | Piso   | Parceira         | Oponentes                                     | Placar           |
| ------- | -- | ------------- | ----------------------------------------- | ------ | ---------------- | --------------------------------------------- | ---------------- |
| Campeã  | 1. | 22 Julho 2012 | Swedish Open, Båstad, Suécia              | Saibro | Catalina Castaño | Eva Hrdinová Mervana Jugić-Salkić             | 4–6, 7–5, [10–5] |
| Vice    | 1. | 2 Março 2013  | Abierto Mexicano Telcel, Acapulco, México | Saibro | Catalina Castaño | Lourdes Domínguez Lino Arantxa Parra Santonja | 4–6, 6–7(1–7)    |

## WTA 125s finais

### Duplas: 1 (1 título)
| Posição | N. | Data               | Torneio                       | Piso   | Parceira         | Oponentes                          | Placar           |
| ------- | -- | ------------------ | ----------------------------- | ------ | ---------------- | ---------------------------------- | ---------------- |
| Campeã  | 1. | Fevereiro 11, 2013 | Copa Bionaire, Cali, Colombia | Saibro | Catalina Castaño | Florencia Molinero Teliana Pereira | 3–6, 6–1, [10–5] |

## Jogos Panamericanos

### Simples: (1 Prata)
| Posição | N. | Data | Torneio        | Piso | Oponente         | Placar             |
| ------- | -- | ---- | -------------- | ---- | ---------------- | ------------------ |
| Vice    | 1  | 2007 | Rio de Janeiro | Duro | Milagros Sequera | 6-3, 6–7(4–6), 1-6 |

### Duplas: 2 (1 Prata, 1 Bronze)
| Posição | N. | Data | Torneio        | Piso | Parceira          | Oponentes                       | Placar                |
| ------- | -- | ---- | -------------- | ---- | ----------------- | ------------------------------- | --------------------- |
| Prata   | 1. | 2007 | Rio de Janeiro | Duro | Karen Castiblanco | Jorgelina Cravero Betina Jozami | 2–6, 4-6              |
| Bronze  | 2. | 2011 | Guadalajara    | Duro | Catalina Castaño  | Teliana Pereira Vivian Segnini  | 6–7(2–7), 6-4, [10-7] |

### Confrontos vs. tenistas top 20
- Sloane Stephens 1–1
- Flavia Pennetta 0–3
- Carla Suárez Navarro 0–2
- Angelique Kerber 1–0
- Nadia Petrova 0–1
- Maria Sharapova 0–2
- Agnieszka Radwańska 0–1
- Angelique Kerber 0–1
- Anna Chakvetadze 1-0
- Marion Bartoli 0–1
- Julia Görges 1–0
- Maria Kirilenko 0–1